# 北硫黄島
北硫黄島（きたいおうとう）とは、日本の小笠原諸島に属する火山列島最北端にある火山島。後述する噴火浅根を火山体とした頂上部分が海上に出ている。東京都小笠原村に属する。太平洋戦争末期の強制疎開以降は無人島となっている。欧名はサン・アレッサンドロ島（英語: San Alessandro）。

## 概要

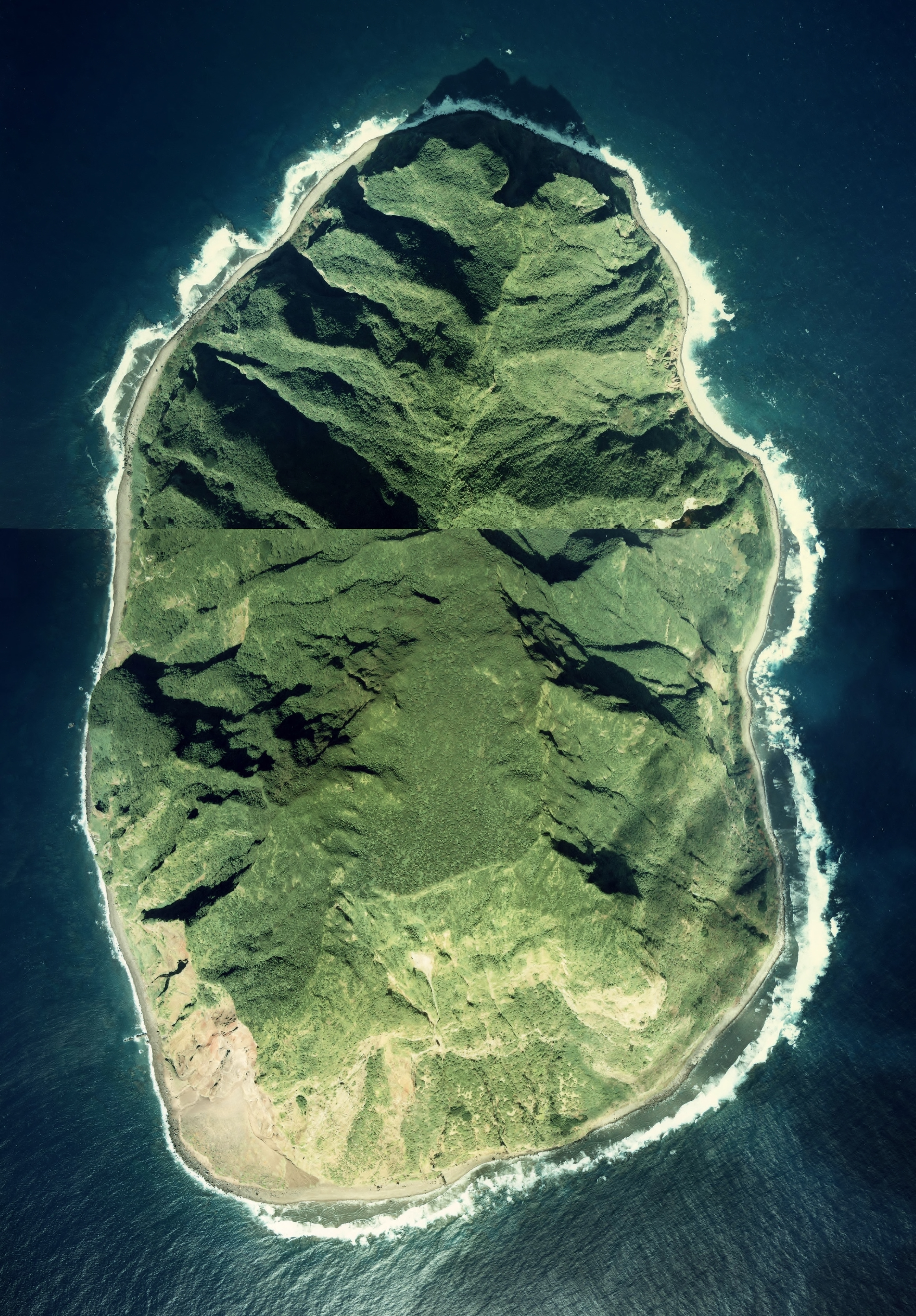
北硫黄島周辺の空中写真（1978年撮影の6枚より合成作成）。。

東京の約1,170 km南、父島の南南西207kmに位置する。東西約 2.1 km、南北約 3.3 km、標高792 mの榊ヶ峰（さかきがみね）を有する。島の山峰は南側にある榊ヶ峰と北側にある清水峰（標高665 m）に二分されている。明治期から太平洋戦争まで、主に母島からの移住者が集落をつくり生活していたが、戦時中の強制疎開で無人島になった。
島はほとんどが断崖で、有人島時代は傾斜地のわずかな平面に集落が存在したが、例外的に榊ヶ峰の標高700 m付近に三万坪と呼ばれる広大な平坦面があり、有人時代には放牧場とされていた。また、島周辺は常に波が高く、船の接岸は容易でない。
島の周辺には「丸根」「丸根南小島」「北ノ岬北小島」「北ノ岬東小島」という岩礁が存在しており、領海など日本の海洋権益を守るための「海洋管理のための離島の保全・管理のあり方に関する基本方針」に基づき日本国政府が命名した。
2009年（平成21年）7月22日、皆既日食の観測が島近海の船上から行われ、日本放送協会（NHK）が中継放送した。
絶滅の恐れがあるとされ特殊鳥類に指定されている希少なシマハヤブサの生息地であったが、環境省のレッドリストによると既に絶滅との判断がなされている。小笠原自然文化研究所によると人間が移入させてしまった外来種クマネズミによる海鳥営巣地の壊滅が原因とのこと。

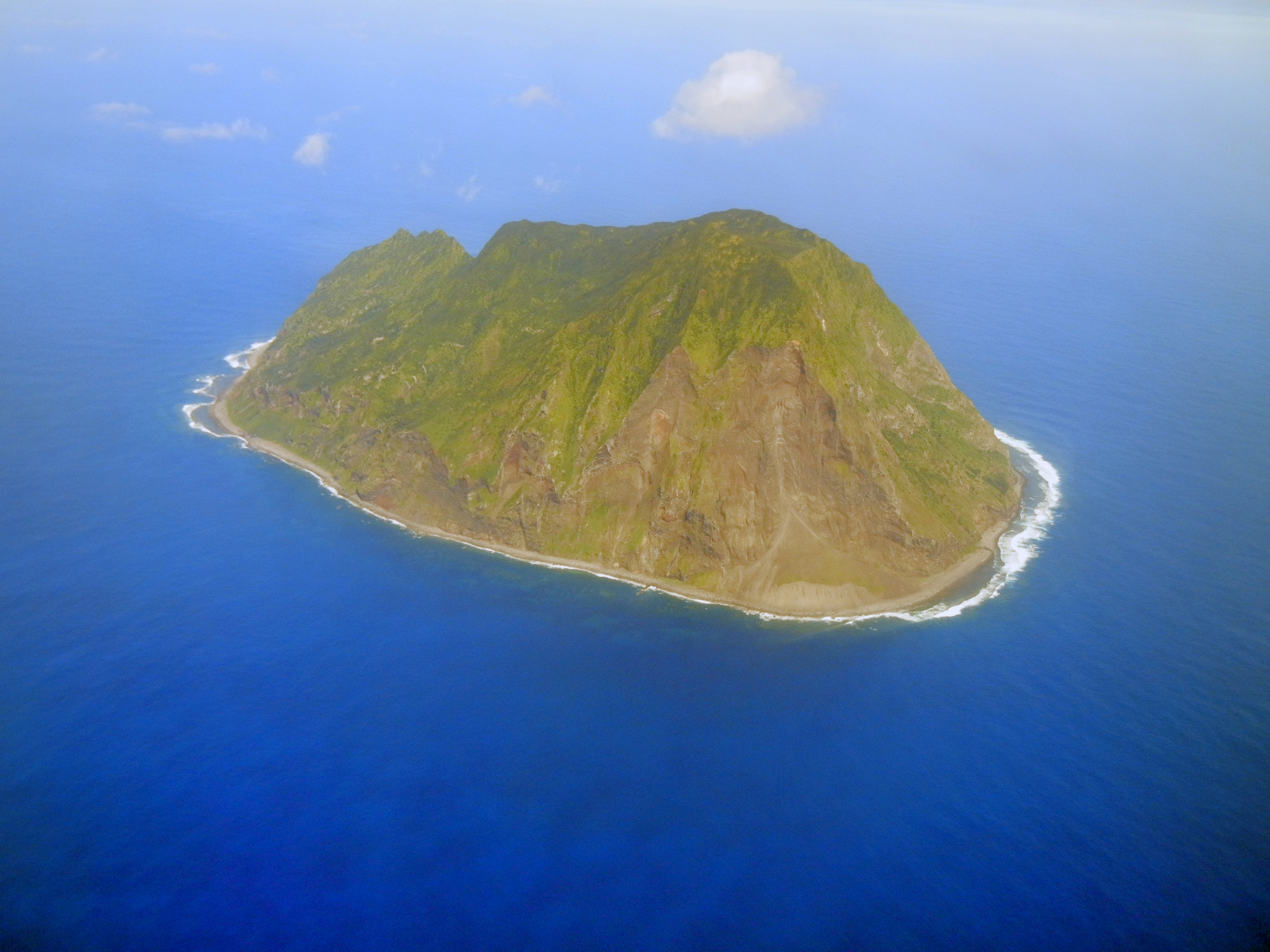
南西から。右の高峰が榊ヶ峰。
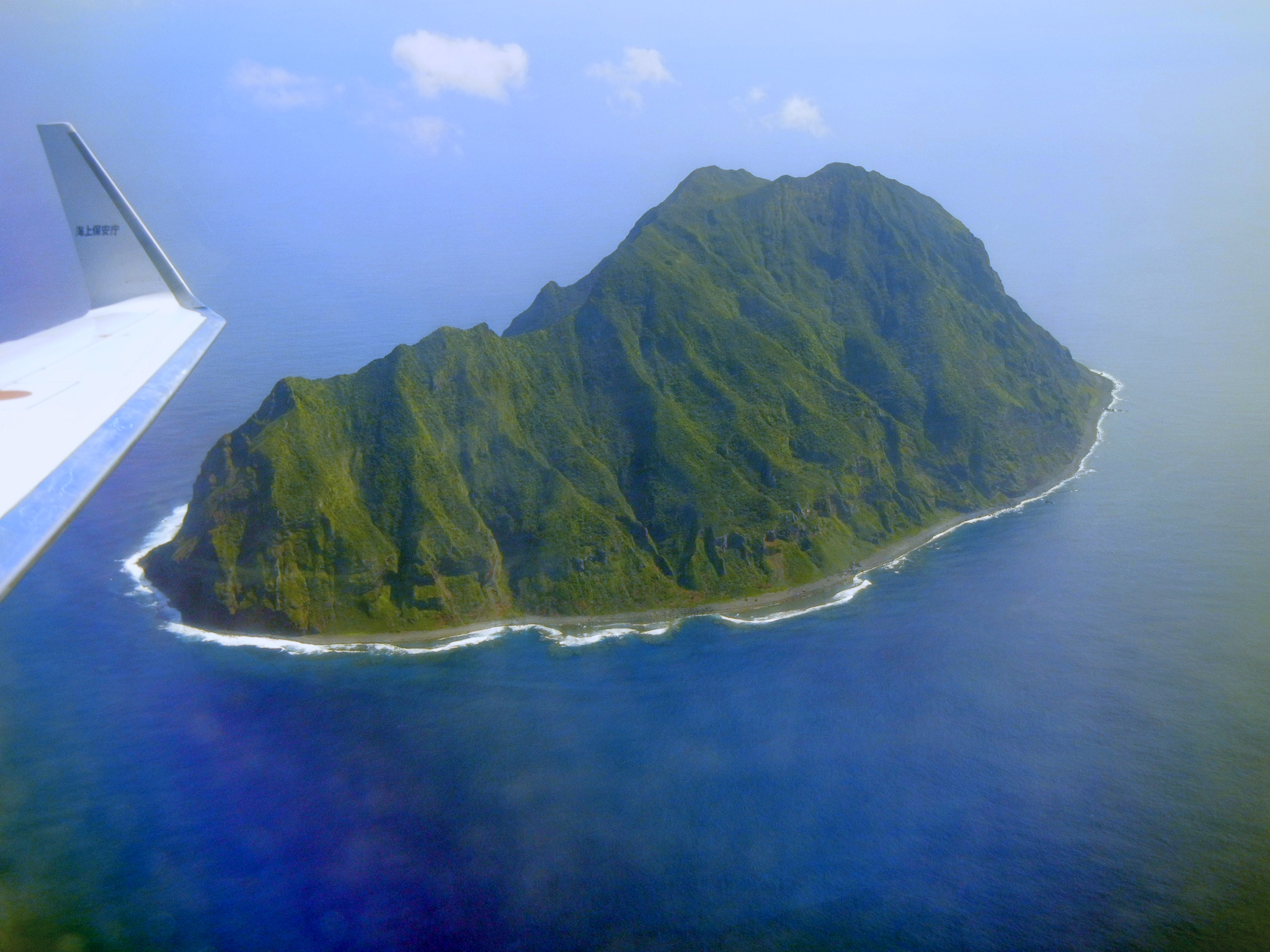
北西から。
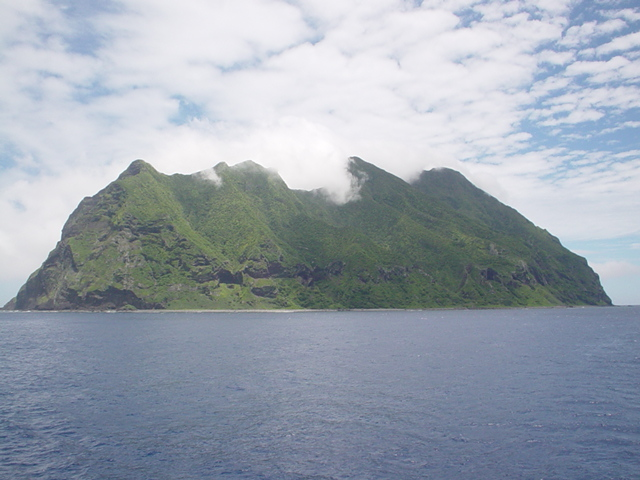
北西から。

## 地形・地質
北硫黄島は南にある硫黄島や南硫黄島とともに火山列島に属する。島は海底から聳える海底火山体の一部を成しており、西側に直径8×12 km程度の埋没したカルデラらしき地形があり、島はカルデラ形成以前より存在した山体の可能性がある。また、このカルデラの西側に水深100～160 mの平坦面が形成されており、これは最終氷期の島棚と考えられている。山体は侵食が著しく。山頂付近に火口は残っていない。島での噴火の記録はない。

### 噴火浅根
北硫黄島を載せる海底火山は噴火浅根と呼ばれ、カルデラ壁や側火山がいくつかの峰を成す。カルデラ中心は北ノ岬の西方約5kmに位置する中央火口丘で最浅部で-14mの標高がある。北硫黄島に現在火山活動は確認されていないが、噴火浅根は有史に記録が残る活火山に分類されている。
玄武岩質の成層火山で、山体の体積は3,338 km3と富士山のおよそ6倍に及び、裾野の面積はおよそ2倍に拡がる。海洋底からの標高は5,500 mにも達し、この規模は日本の活火山の中で最大である。中期更新世に活動し、約14万年前まで活動した。1780年以降にも活動記録がある。

#### 2022年の噴火
2022年（令和4年）3月27日、28日に噴火が確認された。27日午後6時頃、気象衛星ひまわりの観測によって噴煙が確認され、午後11時過ぎに周辺海域に噴火警報が発表された。この噴火による噴煙は高さ約7,000 mに上った。その後、28日にも噴火が確認された。なお、翌日以降の上空からの観測では海面に浮遊物や変色水が確認されず、噴煙とされたものは雲だった可能性も指摘されている。

### 海形海山
海形海山は北硫黄島の北北西約140 kmにある海底火山で、南部にある海徳海山（後述）と水深2,200 m付近で尾根を接している。

### 海徳海山
海徳海山は北硫黄島の北北西約80 kmにある海底火山。最浅部の標高は-95 m。活火山に分類されている。

## 歴史
絶海の孤島であり、明治期以前の詳細な歴史記録は残っていない。現在までの調査から、石器時代頃にマリアナ諸島から渡った住民が定住していたと考えられている。
大航海時代の1543年（和暦では天文12年）、スペインのサン・ファン号が北硫黄島を「発見」したと記録されている。
1891年（明治24年）9月9日、島名を「北硫黄島」とし東京府小笠原島庁所属とする。1898年（明治31年）より、漁労目的に母島からの移住が開始された。この際、開拓を指揮したのが石野平之丞で、後に島内の石野村の村長となった。開拓民によって、石野村と西村という2つの集落が形成された。戦前の最盛期には、2集落合わせて人口は約220人を数えた。当時は、サトウキビや野菜の栽培、鰹漁が行なわれていた。島はその後、硫黄島製糖会社が経営した。
大正期に、現地の駐在所警察官が見つけたという磨製石器の石斧3点が、東京帝国大学に寄贈された。以降、幾度かの調査によって1世紀頃とされる遺跡が発見され、石野遺跡と命名されたが、調査は不十分なままとなっている。
1939年（昭和14年）にヨーロッパで第二次世界大戦勃発。この時の島民は103人であった。1941年（昭和16年）12月には日本も太平洋戦争に突入した。1943年（昭和18年）には東京都制が施行（東京府が廃止）され、東京都の所属となる。翌1944年（昭和19年）になると、太平洋戦争激化のため本土へ強制疎開が開始された。疎開時の人口は90人だった。また、島の守備と周辺の不時着機および遭難舩船の乗員の救助を任務として、大日本帝國海軍より北硫黄島派遣隊が派遣された。1945年（昭和20年）、南にある硫黄島にはアメリカ軍が上陸し、迎え撃つ日本陸海軍と激しい戦いが繰り広げられた（硫黄島の戦い）。同年8月15日に日本の降伏で太平洋戦争が終結すると、9月5日に派遣隊は魚雷艇にて撤収した。1968年6月26日の小笠原諸島の本土復帰以降も無人島のままである。
1952年（昭和27年）、サンフランシスコ条約によって、アメリカ合衆国の軍政下に入る。1968年（昭和43年）に日本の施政権下に復帰し、東京都小笠原村の一部となった。1991年（平成3年）7月に、マリアナ諸島文化の影響を受けていると見られる石野遺跡が発見され、石斧や土器片が採集された。シャコ貝の炭素14年代法で、2,000年前との結果が出ている。
2007年（平成19年）6月18日に、国土地理院による呼称が「きたいおうじま」から「きたいおうとう」に変更された。
2009年（平成21年）10月27日に、島全域と島から300 mの周辺海域が「北硫黄島鳥獣保護区」に指定され、さらに島全域は「北硫黄島特別保護地区」に指定された。
2022年（令和4年）3月27日、28日に海底火山の「噴火浅根」にて噴火が確認された。

## 集落
第二次世界大戦による集団疎開前、北硫黄島には2つの集落が存在した。2017年時点でも国土地理院所管の地図上には集落名が記載されている。
- 石野村：東麓に存在した[19]。村の近くには常時水が流れる渋川が存在しており、流域には湧水が数か所湧き出ていたとされる[19]。最盛期には小学校が設置されており、石野村のみならず西村からも児童が通学していた[19]。
- 西村：北西麓に存在した[19]。